# Monastère de Stuplje
Le monastère de Stuplje (en serbe cyrillique : Манастир Ступље ; en serbe latin : Manastir Stuplje) est un monastère orthodoxe serbe situé dans la république serbe de Bosnie (Bosnie-Herzégovine), sur le territoire du village de Gornji Vijačani et dans la municipalité de Čelinac. Il relève de l'éparchie de Banja Luka, une subdivision de l'Église orthodoxe serbe.

## Localisation
Le monastère de Stuplje, dédicacé à l'Archange Saint Michel, est situé à 25 km du monastère de Liplje sur les bords de la Manastirica, à 2 km de la confluence de cette rivière avec l'Ukrana.

## Histoire
Le nom du monastère de Stuplje est mentionné pour la première fois dans un document qui fait remonter sa fondation à la sencode moitié du XVe siècle ; ce document a été détruit lors de l'incendie de la Bibliothèque nationale de Serbie en 1941. Le monastère fut intégré à la Banovina de Jajce, sous domination hongroise, avant d'être intégré au pachalik de Bosnie sous contrôle ottoman à partir du XVIe siècle. Détruit au moment des guerres austro-turques de la fin du XVIIe siècle, le monastère fut déserté et tomba progressivement dans l'oubli. Les fondations de l'église et du dortoir furent retrouvées en 1994 et un projet de reconstruction fut mis en place. Un premier service religieux fut donné dans la nouvelle église en 2004.

## Architecture

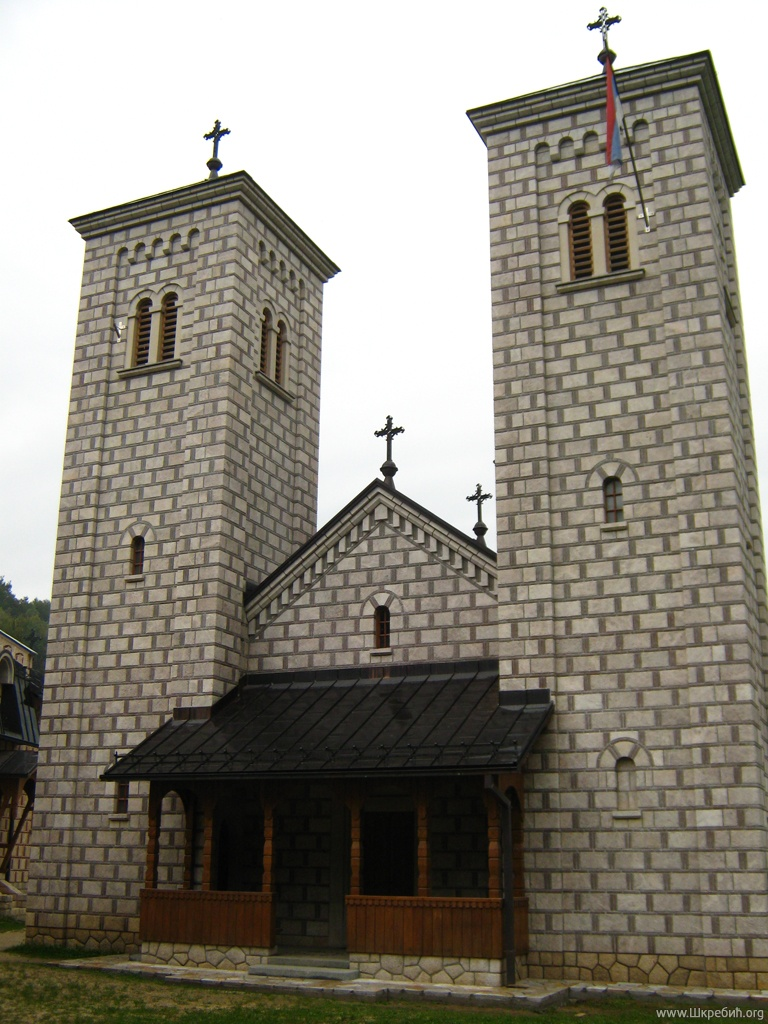
La façade de l'église du monastère